# São Luis do Piauí
São Luis do Piauí is een gemeente in de Braziliaanse deelstaat Piauí. De gemeente telt 2.687 inwoners (schatting 2009).
De gemeente grenst aan Pimenteiras, Stº Antônio de Lisboa, Bocaina en São João da Canabrava.